# Glenwood (Nowy Meksyk)
Glenwood – jednostka osadnicza w Stanach Zjednoczonych, w stanie Nowy Meksyk, w hrabstwie Catron.